# Maxim Reality
Keith Andrew Palmer (21 de março de 1967, em Peterborough, Cambridgeshire, Inglaterra), conhecido como Maxim Reality, é um MC cantor e compositor, famoso por seu trabalho com a banda eletrônica The Prodigy. Ele é conhecido por seu estilo de aparência feroz em vídeos de música e shows ao vivo, muitas vezes usando lentes de contato coloridas e kilts. Seu estilo também é feroz vibrante no sentido lírico, em shows ao vivo ele é conhecido por gritar e gritar ao hype acima da platéia. Ele é casado e tem dois filhos e uma filha.

## Antes do Prodigy
Caçula de sete filhos, Maxim nasceu em Peterborough, e foi para Jack Hunt School, também em Peterborough. Gostava de escrever poesias e versos e começou como MC-ing em torno dos 14 anos. Ele ganhou a inspiração de seus irmãos, Hitman, que o apresentou para o Peterborough Reggae Soundsystem Scene. Na idade de dezessete anos teve sua primeira atuação em Basingstoke. Ian Sherman, um colega músico de Nottingham fez parceria com Maxim e formaram Maxim and Sheik Yan Groove", onde Sherman fazia a música e Maxim contribuiia com as letras. Depois de gravar algumas faixas juntos e não receber nenhuma atenção das indústrias de gravação, Maxim decidiu dissolver o grupo e passou três meses em uma viagem pela Europa e Norte da África. Ao retornar à Inglaterra, ele se mudou para Londres onde encontrou a cena reggae metropolitana. Através de um amigo, Ziggy, foi oferecido um show com uma banda chamada The Prodigy, que o aceitou. Ele estava planejando fazer apenas alguns shows com a banda, mas depois decidiu ficar. Sua aparência e desempenho maníaco intensa o fizeram popular na cena rave.

## MC do Prodigy
Originalmente juntou The Prodigy em seu primeiro show para fazer com que os shows ao vivo tornam-se mais vivos, o talento lírico de Maxim's foi incorporado mais tarde nas obras dos álbuns após o Experience de 1992 (embora suas contribuições vocais foram ouvidos na pista ao vivo em "Death of the Prodigy Dancers" no Experience. Maxim fez as letras do single "Poison" do Music for the Jilted Generation (1994), bem como no hit "Breathe" e do single relançado "Mindfields" ambos do álbum The Fat of the Land de 1997. No entanto, no álbum Always Outnumbered, Never Outgunned de 2004, suas obras vocais estavam completamente ausentes, além de uma aparição no primeiro single do álbum "Girls", em forma de um remix chamado "More Girls" e da última música do álbum , "Spitfire". Ele ainda é um membro de pleno direito da banda, porém, atuando nos shows ao vivo e, de acordo com seu site oficial, faz a gravação de material com Liam Howlett.

## Projetos solo
Devido às quase constantes turnês e gravação com The Prodigy, Maxim raramente teve a chance de fazer seu material solo. Depois da turnê intensa de apoio ao The Fat of the Land no final de 1998, ele finalmente teve o tempo livre para trabalhar e concluir alguns de seus projetos. Naquele ano, ele lançou "Dog Day" na promo XL Against the Grain, que também contou com Howlett "Dirtchamber Remix" de "Diesel Power" (do álbum The Fat of the Land) e a versão Maxim's capa da "Rolling Stones" Factory Girl. 
Em 9 de agosto de 1999 Maxim lançou o EP My Web, que continha cinco faixas. Em 2000, Maxim teve uma colaboração com "Skin" do "Skunk Anansie" na canção "Carmen Queasy", que continua a ser o seu maior sucesso solo. Um segundo single, "Scheming", foi lançado 11 de Setembro, e, finalmente, a álbum completo, "Hell's Kitchen", foi lançado em 2 de Outubro de 2000. Ele está atualmente trabalhando em um novo álbum com o produtor Machine.  Seu segundo álbum, "Fallen Angel", foi finalmente lançado em 2005 e gerou um single, "I Don't Care", que falhou na tentativa. O álbum foi lançado em vários formatos, incluindo um CD de edição limitada.

## Discografia

### Álbuns
- 2000 "Hell's Kitchen" (lançado em 2 de Outubro)
- 2005 "Fallen Angel" (lançado em 29 de Março)

### Singles e EPs
- 1994 "Grim Reaper EP" (somente 500 copias foram produzidas; White Label)
- 1999 "My Web" (lançado em 9 de Agosto)
- 2000 "Carmen Queasy" (lançado em 29 de maio)
- 2000 "Scheming" (lançado em 11 de Setembro)
- 2005 "I Don't Care"